# Споменик палим борцима у Суботици
Споменик палим борцима се налази у Суботици и под заштитом је Међуопштинског завода за заштиту споменика културе Суботица. С обзиром да представља значајну историјску грађевину, проглашен је непокретним културним добром Републике Србије.

## Историја
Споменик палим борцима и жртвама фашистичког терора је у функцији маузолеја од новембра 1946. године када су уз свечану комеморацију положени посмртни остаци великана суботичког радничког покрета и револуционара стрељаних, обешених или погинулих у борби за слободу овога краја. Пројектовање споменика педесетих година је радио Тома Росандић, а сарадници су му били Анте Гржетић, Олга Јанчић, Јован Солдатовић, Сава Сандић и Ратко Стојадиновић. Споменик је свечано откривен 30. октобра 1952. и био је трећи по реду у Војводини али први по новој, савременој концепцији обликовања јавних споменика. Представља опредељење уметника да обликује меморијал трајних вредности и универзалног значења без идеолошких атрибута и шаблонизиране демагогије препознатљивих у продуктима социјалистичког реализма. Рељефна површина хоризонтално постављене бронзе симболизује сукоб добра и зла, тријумфалну завршницу борбе. Наглашеном хоризонталом споменика је избегнут дуализам са блиском вертикалом барокних торњева катедрале. У централни регистар је уписан 18. новембра 2004. под бројем ЗМ 62.